# Retratos (telenovela)
Retratos es una telenovela colombiana producida por Telecolombia para RCN Televisión en el año 2003. Protagonizada por Orlando Pardo y Xilena Aycardi.

## Trama
Juan Pablo y Paulina han logrado formar un matrimonio aparentemente estable, con una familia aparentemente perfecta, pero todo cambiará cuando Paulina descubra que su esposo le es infiel y entonces todo se viene abajo.

## Elenco
- Orlando Pardo es Juan Pablo.
- Xilena Aycardi es Paulina.
- Agmeth Escaf es Felipe.
- Angeline Moncayo es Alejandra.
- Sandra Guzmán es Ximena.
- Victoria Góngora es Clara.
- Lyda Menzzinger es Patricia.
- María Angélica Mallarino
- Pedro Rendón es Kike
- Manuel Busquets
- Maria Paola Bejarano es Lucy.
- Oscar Borda es Felix.
- Franky Linero
- Mariluz
- Lucho Velasco es Antonio
- Margalida Castro es Martirio
- Juliana Botero
- Robinson Ramirez
- Andres Martinez
- Luis Fernando Salas es Mauricio.
- Lucero Gómez es Gimelda
- Luly Bossa es Nelsy
- María Eugenia Arboleda es Nuncia.
- Alejandra Glässer es Lucas.
- Raul Gutierrez es Fiscal.
- Diego Vazquez es Teniente Malagon.
- Victor Hugo Suarez es Detective Ayala (agente del gaula).
- Jarol Fonseca es Agente Patiño.
- Edgar Rojas es Capitán Ramirez.